# Djoemada al-awwal
Djoemada al-awwal (letterlijk de eerste djoemada, جمادى الأولى) is de vijfde maand van het jaar van de islamitische kalender.

## Djoemada al-awwal ten opzichte van de westerse kalender
De islamitische kalender is een maankalender, en de eerste dag van een nieuwe maand is de dag dat de nieuwe maan zichtbaar wordt. Daar een maanjaar 11 tot 12 dagen korter is dan een zonnejaar, verplaatst djoemada al-awwal zich net als de andere maanden in de islamitische kalender door de seizoenen. Hieronder staan de geschatte data voor djoemada al-awwal, gebaseerd op de Saoedische Umm al-Qurakalender:
| AH   | Eerste dag (CE)   | Laatste dag (CE) |
| ---- | ----------------- | ---------------- |
| 1446 | 03 november 2024  | 1 december 2024  |
| 1447 | 023 oktober 2025  | 21 november 2025 |
| 1448 | 012 oktober 2026  | 10 november 2026 |
| 1449 | 01 oktober 2027   | 030 oktober 2027 |
| 1450 | 20 september 2028 | 018 oktober 2028 |

Muharram ·
Safar ·
Rabi' al-awwal ·
Rabi' al-thani ·
Djoemada al-awwal ·
Djoemada al-thani ·
Rajab ·
Sha'aban ·
Ramadan ·
Shawwal ·
Dhoe al-Qi'dah ·
Dhoe al-Hidzjah